# Grössjön (naturreservat)
Grössjön är ett 2,38 kvadratkilometer stort naturreservat cirka 3–4 kilometer sydöst om Umeå. Reservatet består av sjön Grössjön med omgivningar. Runt hela sjön står gammelskogen kvar och ger en viss känsla av vildmark helt nära staden. Stora Blomstermyran i södra delen av reservatet är ett rikkärr med ovanliga växter. I den nordöstra utkanten ligger Brännan, ett 2 hektar stort område där en planerad skogsbrand anlades 1997. 2018 inträffade en skogsbrand på reservatets norra gräns, som delvis berör reservatet. Grössjön är en populär fågelsjö och har en ganska stor population av bisam. Några andra intressanta arter som finns i området är svarthakedopping, sångsvan, grönbena, pärluggla, lunglav och knagglestarr.
Flera markerade stigar finns i reservatet, som ägs av Umeå kommun.